# Нікольське (сільське поселення присілок Нікольське)
Нікольське (рос. Никольское) — присілок в Дзержинському районі Калузької області Російської Федерації.
Населення становить 495 осіб. Входить до складу муніципального утворення Присілок Нікольське.

## Історія
Від 2004 року входить до складу муніципального утворення Присілок Нікольське.

## Населення
| 2002 | 2010 |
| ---- | ---- |
| 425  | ↗495 |